# Juris Silovs (lekkoatleta)
Juris Silovs, ros Юрий Викентьевич Силов (ur. 30 sierpnia 1950 w Krasławiu, zm. 28 września 2018) – łotewski i radziecki lekkoatleta, sprinter, podczas kariery lekkoatletycznej reprezentujący ZSRR.
Dwukrotny medalista olimpijski w sztafecie 4 × 100 metrów. Podczas igrzysk w 1972 ustanowił, razem z kolegami z reprezentacji, rekord kraju w tej konkurencji (38,50 s). 14 lutego 1974 wyrównał (wynikiem 6,4 sekundy z pomiaru ręcznego) halowy rekord świata w biegu na 60 metrów.
W wyborach w 2006 bez powodzenia ubiegał się o mandat poselski z listy ugrupowania „Dzimtene”.
Zmarł 28 września 2018.

## Osiągnięcia
| Rok  | Impreza                   | Miejsce   | Konkurencja        | Pozycja    | Wynik |
| ---- | ------------------------- | --------- | ------------------ | ---------- | ----- |
| 1972 | Igrzyska olimpijskie      | Monachium | sztafeta 4 × 100 m | 2. miejsce | 38,50 |
| 1973 | Uniwersjada               | Moskwa    | bieg na 100 m      | 1. miejsce | 10,37 |
| 1974 | Halowe mistrzostwa Europy | Göteborg  | bieg na 60 m       | 5. miejsce | 6,68  |
| 1974 | Mistrzostwa Europy        | Rzym      | bieg na 100 m      | 4. miejsce | 10,35 |
| 1974 | Mistrzostwa Europy        | Rzym      | sztafeta 4 × 100 m | 4. miejsce | 39,03 |
| 1976 | Igrzyska olimpijskie      | Montreal  | bieg na 100 m      | eliminacje | 10,70 |
| 1976 | Igrzyska olimpijskie      | Montreal  | sztafeta 4 × 100 m | 3. miejsce | 38,78 |
| 1977 | Uniwersjada               | Sofia     | sztafeta 4 × 100 m | 1. miejsce | 38,75 |

## Rekordy życiowe
- bieg na 100 metrów – 10,33 (1973)
- bieg na 60 metrów (hala) – 6,65 (1974) / 6,4[11] (1971) rekord Łotwy[12][13]